# ソラトビデオ2
『ソラトビデオ2』は、日本のロックバンド・スピッツの2作目のビデオクリップ集。規格はVHS。1997年7月7日にポリドールより発売。

## 概要
- ビデオクリップ集『ソラトビデオ』の第2弾。録り下ろしのタイトルロゴ映像が入るなど構成は前作と似ているが、TVスポットも収録されているところが前作と異なる。
- エンドクレジットでは、1996年に辺見えみりに提供された「流れ星」（当時はまだスピッツによるスタジオ音源は存在していない）を草野が弾き語りで歌っている音声が流れる（話し声が入っていたり、草野もコードを間違えたりする）。

## 収録曲
1. 涙がキラリ☆
監督：柳田芳明
2. ハチミツ
監督：竹内鉄郎
3. −あじさい通り (15"TV SPOT)−
※アルバム『ハチミツ』のTV SPOT第二弾「あじさい通り」篇。ナレーションはカットされている。
4. 愛のことば
監督：竹内鉄郎
5. 渚
監督：竹内鉄郎
6. スカーレット
監督：竹内鉄郎
7. インディゴ地平線
監督：竹内鉄郎
8. 夢じゃない
監督：竹内鉄郎
9. −チェリー (15"TV SPOT)−
※シングル「チェリー」のTV SPOT。
10. チェリー
監督：竹内鉄郎